# Campionati italiani assoluti di scherma del 1941
I Campionati italiani assoluti di scherma del 1941 sono stati organizzati dalla Federazione Italiana Scherma.
Nel fioretto femminile Velleda Cesari si è aggiudicata il suo terzo titolo consecutivo, dopo quelli del 1939 e 1940.
Il titolo della spada è andato a Carlo Agostoni, che ottiene il tris dopo essersi aggiudicato le edizioni del dopo quelli del 1930 e 1931.
Nella sciabola Carlo Filogamo ha vinto il suo primo titolo nazionale maschile.
Il campionato italiano di fioretto a squadre femminile è andato alla Ginnastica Triestina.

## Podi

### Uomini
| Specialità  | Oro            | Argento | Bronzo |
| Individuali |                |         |        |
| Spada       | Carlo Agostoni | -       | -      |
| Sciabola    | Carlo Filogamo | -       | -      |

### Donne
| Specialità  | Oro                    | Argento | Bronzo |
| Individuali |                        |         |        |
| Fioretto    | Velleda Cesari         | -       | -      |
| A squadre   |                        |         |        |
| Fioretto    | Ginnastica Triestina - | -       | -      |